# Кромвелл (Коннектикут)
Кромвелл (англ. Cromwell) — місто (англ. town) в США, в окрузі Міддлсекс штату Коннектикут. Населення — 14 225 осіб (2020).
Місто назване на честь Олівера Кромвеля — вождя Англійської революції, видатного полководція та державного діяча, в 1643 — 1650 роках — генерал-лейтенанта парламентської армії, в 1650 — 1653 роках — лорд-генерала, в 1653 — 1658 роках — лорд-протектора Англії, Шотландії та Ірландії.

## Демографія
Згідно з переписом 2010 року, у місті мешкало 14 005 осіб у 5752 домогосподарствах у складі 3650 родин. Було 6001 помешкання
Расовий склад населення:
| - 89,5 % — білих - 4,2 % — чорних або афроамериканців - 3,3 % — азіатів - 0,1 % — корінних американців - 1,0 % — осіб інших рас |

До двох чи більше рас належало 1,9 %. Частка іспаномовних становила 4,5 % від усіх жителів.
За віковим діапазоном населення розподілялося таким чином: 20,8 % — особи молодші 18 років, 62,9 % — особи у віці 18—64 років, 16,3 % — особи у віці 65 років та старші. Медіана віку мешканця становила 43,1 року. На 100 осіб жіночої статі у місті припадало 94,3 чоловіків; на 100 жінок у віці від 18 років та старших — 91,1 чоловіків також старших 18 років.
Середній дохід на одне домашнє господарство становив 108 888 доларів США (медіана — 85 856), а середній дохід на одну сім'ю — 123 390 доларів (медіана — 103 644). Медіана доходів становила 74 410 доларів для чоловіків та 62 948 доларів для жінок. За межею бідності перебувало 5,4 % осіб, у тому числі 7,1 % дітей у віці до 18 років та 5,1 % осіб у віці 65 років та старших.
Цивільне працевлаштоване населення становило 7841 особа. Основні галузі зайнятості: освіта, охорона здоров'я та соціальна допомога — 23,7 %, фінанси, страхування та нерухомість — 15,0 %, науковці, спеціалісти, менеджери — 11,3 %, виробництво — 10,0 %.

## Освіта
У місті 4 державні школи (одна — початкова, дві — середні і одна — вища), а також розташований Коледж та семінарія Святих Апостолів.